# Ašaréd-apil-Ekur
Ašaréd-apil-Ekur (dosl. „První následník Ekurův“) byl král Asýrie v období mezi 1076–1074 př. n. l. Pravděpodobně to byl jeden z mladších synů Tiglatpilesara I., kterému se podařilo uzurpovat moc v Asýrii na úkor svého staršího bratra Aššur-bél-kaly. Po dvou letech bojů mezi bratry o následnictví byl Aššur-bél-kalou svržen.